# Inés Arrondo

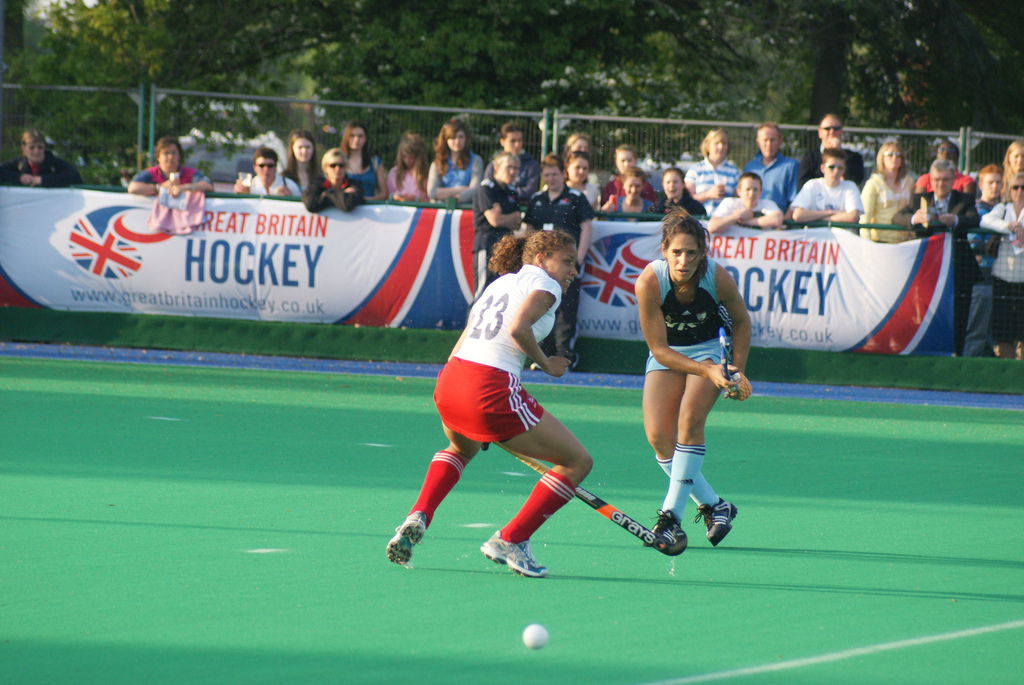
Inés Arrondo (rechts) im Zweikampf mit der Britin Kerry Williams

Inés Arrondo (* 28. November 1977 in Mar del Plata) ist eine argentinische Hockeyspielerin, die mit der Frauen-Nationalmannschaft die Silbermedaille bei den Sommerspielen 2000 und die Bronzemedaille bei den Sommerspielen 2004 holte. 
Bei der Weltmeisterschaft 2002 gewann sie Gold mit dem Team. Bei der Champions Trophy 2001 gewann sie Gold, 2002 Silber und 2004 Bronze. 1999 gewann sie mit der Mannschaft die Panamerikanischen Spiele.